# Borszörcsök
Borszörcsök là một thị trấn thuộc hạt Veszprém, Hungary. Thị trấn này có diện tích 11,8 km², dân số năm 2010 là 376 người, mật độ 32 người/km².